# Peter Schilling (Wehrmachtsdeserteur)
Georg-Peter Nicolaus Schilling (* 22. Juli 1923 in Lage, Freistaat Lippe; † 20. Januar 2009 in Almere, Niederlande) war ein deutscher Wehrmachtsdeserteur, späterer Dolmetscher und Autobiograf.

## Leben
Peter Schilling war Sohn eines Pfarrers, der 1933 eine Pfarrstelle im brandenburgischen Sauen bezog. Bis zu diesem Zeitpunkt wuchs er in Neunkirchen im Saarland auf.
Er meldete sich als Kriegsfreiwilliger zur Wehrmacht. Als er, eingesetzt an der Ostfront, im Verlauf des Jahres 1942 Zeuge der Grausamkeiten deutscher Soldaten wurde, bekam er Gewissensbisse. Er nahm heimlich Kontakt zu französischen Fremdarbeitern auf und flüchtete 1943 in die Schweiz. Aus dem Internierungslager flüchtete er im Frühsommer 1944 nach Frankreich, um sich dort der französischen Widerstandsbewegung anzuschließen, wurde aber in Besançon verhaftet. Nach einer Verurteilung durch ein Wehrmachtsgericht wurde er in die Feldstraf-Gefangenenabteilung 19 im Oberelsass versetzt, von wo aus er desertierte. Das Kriegsende erlebte er bei den tschechischen Partisanen.
Nach dem Krieg arbeitete er als Lehrer und Übersetzer und ging in die Niederlande. Um Rehabilitation oder auch nur Anerkennung für sein  Verhalten bemühte er sich vergeblich.
Peter Schilling berichtete unter anderem über seine Erlebnisse in Raimund Koplins Fernsehfilm Fahnenflucht (WDR, 18. Mai 1989) und schrieb diese auch 1998 in seinem Buch Aus anderem Holz geschnitzt zusammen, das 2000 im BoD-Verlag erschien. Neben Ludwig Baumann und Helmut Kober ist Schilling einer der drei Zeitzeugen, deren Lebensgeschichten Lars G. Petersson exemplarisch im Zentrum seiner Abhandlung Hitlers Fahnenflüchtige aufgreift. Seine Erlebnisschilderungen wurden mehrfach in einschlägiger Literatur aufgegriffen.
Schilling war Mitglied der Bundesvereinigung Opfer der NS-Militärjustiz. Er starb im Alter von 85 Jahren in seiner Wahlheimat Almere.

## Veröffentlichungen
- Ich musste selber etwas tun …; in: Michael Eberlein, Roland Müller: Ich habe die Metzelei satt …, Geschichtswerkstatt Marburg, 1992, S. 132 ff., 184. ISBN 978-3-926295-03-3
- Aus anderem Holz geschnitzt. Ein halber Satz fürs ganze Leben. BoD-Verlag, 2000. ISBN 978-3-8311-0029-3